# Micropora rimulata
Micropora rimulata är en mossdjursart som beskrevs av Canu och Bassler 1929. Micropora rimulata ingår i släktet Micropora och familjen Microporidae. Inga underarter finns listade i Catalogue of Life.